# Пам'ятний знак воїнам-односельчанам (с. Богданівка)
Пам'ятний знак воїнам-односельчанам— пам'ятка історії місцевого значення в Україні встановлено в центрі села з нагоди святкування 20-річчя у 1965 році.

## Історія
В роки Великої Вітчизняної війни, на боротьбу проти німецьких загарбників встали 102 жителі села Богданівка.
62 воїни-земляки віддали своє життя в боротьбі з ворогом. 37 – нагороджені бойовими медалями та орденами за героїзм і мужність проявлену на фронтах війни.

## Опис
Обеліск, який встановлений на двох площадках, має форму трапеції. На обеліску зверху вниз зображено п’ятикутну зірку, барельєф погруддя радянського воїна і встановлено меморіальну плиту з переліком прізвищ 62 загиблих воїнів.
Розміри: 
постамент – 0,73 х 2,7 х 2,7 м;
висота обеліску – 3,4 х 0,92 х 0,92 м.
Розміри плити – 0,55 х 0,75 м.

## Взяття на облік
Даний об'єкт культурної спадщини взято на облік рішенням виконкому обласної Ради депутатів трудящих №102 від 17.02.1970 року.